# 约翰·巴古利
约翰·巴古利（英語：John Baguley，1940年6月30日—），澳大利亚男子田径运动员。他曾代表澳大利亚参加1962年大英帝国和英联邦运动会田径比赛，获得男子三级跳远银牌。